# 말아
말아(ROLLING)는 한국에서 제작된 곽민승 감독의 2021년 드라마 영화이다. 심달기 등이 주연으로 출연하였고 곽민승 등이 제작에 참여하였다.

## 출연

### 주연
- 심달기
- 정은경
- 우효원

### 조연
- 정의순
- 손석배
- 유연석

## 제작진
- 조명: 안경훈
- 조연출: 윤범식
- 사운드디자인: 공태원
- ADR믹싱: 배유리
- 폴리믹싱: 박수희
- 폴리아티스트: 김현규